# Aleksandr Totchiline
Aleksandr Vassiliévitch Totchiline (en russe : Александр Васильевич Точилин) est un footballeur international puis entraîneur russe né le 27 avril 1974 à Moscou en Russie.
Évoluant principalement au poste de défenseur, il commence sa carrière professionnelle en 1992 dans l'équipe de l'Asmaral Moscou avant de rejoindre le Dynamo Moscou en 1995, où il évolue jusqu'à sa fin de carrière en 2008, soit près de treize années. Il connaît par ailleurs une sélection avec la Russie en 2003.
À la fin de sa carrière, il entraîne les équipes de jeunes du Dynamo dès l'année 2009 avant de prendre le poste d'entraîneur principal du Dinamo Saint-Pétersbourg en 2015 et de le suivre ensuite dans son déplacement à Sotchi en 2018. Il est par la suite limogé en novembre 2019. Il dirige ensuite brièvement les clubs de l'Olimp-Dolgoproudny et du Kouban Krasnodar durant les années 2021 et 2022.

## Biographie

### Carrière en club

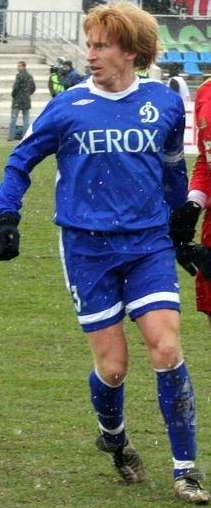
Aleksandr Totchiline en 2007.

Formé dans sa ville natale de Moscou, Totchiline intègre en 1992 l'effectif de l'Asmaral Moscou, alors entraîné par Konstantin Beskov, et y fait ses débuts à l'âge de 18 ans le 8 novembre à l'occasion d'un match de championnat face au Dynamo Moscou. Il évolue alors à un poste d'attaquant, avant d'être progressivement descendu au milieu de terrain puis en défense. Peu utilisé par l'équipe première, il passe le plus clair de son temps au club avec l'équipe réserve qui évolue alors en troisième puis en quatrième division.
Après trois saisons à l'Asmaral, il rejoint le Dynamo Moscou, à nouveau entraîné par Beskov, en 1995. Bien qu'évoluant très peu en championnat cette année-là, Totchiline prend activement au parcours de son équipe dans la Coupe de Russie, étant notamment titularisé lors de la finale remportée aux tirs au but face au Rotor Volgograd. Il découvre les compétitions européennes l'année suivante, où il prend part à deux matchs de Coupe UEFA, d'abord contre les Finlandais du Jazz Pori puis contre l'équipe italienne de l'AS Rome, qui élimine son équipe au premier tour.
Il intègre réellement l'équipe première à partir de la saison 1997, qui le voit disputer vingt-quatre matchs tandis que le Dynamo termine troisième du championnat. Il dispute la même année une nouvelle finale de Coupe de Russie, cette fois perdue contre le Lokomotiv Moscou.
Totchiline s'établit comme titulaire constant de 1999 à 2002. Il devient par la suite un joueur de rotation, disputant plus ou moins la moitié des matchs de son équipe chaque saison. Après une saison 2008 qui ne le voit jouer que trois matchs, il quitte finalement le Dynamo après plus de treize années de service et met officiellement fin à sa carrière de joueur en début d'année 2009.

### Carrière internationale
N'ayant jamais évolué avec les équipes de jeunes, Totchiline est convoqué une première fois avec la Russie par Oleg Romantsev en septembre 2000, dans le cadre d'un match de qualification à la Coupe du monde 2002 face à la Suisse. Il reste cependant sur le banc durant la rencontre remportée 1-0 par les siens.
Il ne connaît sa seule et unique sélection que deux ans et demi plus tard le 29 mars 2003, à l'occasion d'un match de qualification pour l'Euro 2004 contre l'Albanie. La rencontre voit la Sbornaïa être lourdement vaincue sur le score de 3-1, tandis qu'il est titularisé d'entrée par le sélectionneur Valeri Gazzaev avant de sortir dès la mi-temps. Le résultat ainsi que la performance de l'équipe sont alors très fortement critiqués par la presse russe,. Totchiline n'est plus appelé en sélection par la suite.

### Carrière d'entraîneur
Peu après sa fin de carrière, Totchiline est nommé entraîneur au sein des équipes de jeunes au sein du centre de formation du Dynamo Moscou à partir d'avril 2009. Il quitte son poste en juillet 2015 pour devenir entraîneur du Dinamo Saint-Pétersbourg en troisième division.
Terminant septième du groupe Ouest à l'issue de la saison 2015-2016, il remporte ce même groupe dès la saison suivante et est promu en deuxième division. Terminant sixième à l'issue de la saison 2017-2018, le club disparaît cependant durant l'intersaison, et se relocalise dans la ville de Sotchi pour y former le FK Sotchi,, dont Totchiline devient dans la foulée l'entraîneur. Il lui est alors donné l'objectif d'amener le club en première division pour l'exercice 2018-2019, qu'il accomplit finalement en fin de saison en terminant deuxième du championnat derrière le FK Tambov, ce qui lui vaut d'être nommé meilleur entraîneur du championnat. Après des débuts délicats lors de la saison 2019-2020, il est finalement renvoyé le 20 novembre 2019 alors que le club se place dernier du championnat peu après la mi-saison. Il y fait ensuite son retour dès le mois de mars 2020 en tant que directeur du recrutement.
Au début de l'année 2021, Totchiline quitte ses fonctions au FK Sotchi pour prendre la tête de l'Olimp-Dolgoproudny, alors leader du deuxième groupe de la troisième division. Il aide l'équipe à conserver cette position au terme de la saison, lui permettant ainsi d'accéder au deuxième échelon pour la première fois de son histoire. Il quitte cependant ses fonctions peu après la fin de la saison, tandis que le club est en pleine restructuration interne.
Un mois et demi après son départ de Dolgoproudny, Totchiline est appelé à la tête du Kouban Krasnodar, autre club promu en deuxième division, le 18 août 2021. Il ne reste cependant en poste que deux mois avant d'être renvoyé le 12 octobre suivant, un bilan d'une seule victoire en onze matchs pour un match nul et neuf défaites ayant fait tomber le club en dernière position.

## Statistiques

### Statistiques de joueur
| Saison                | Club                  | Championnat           | Championnat | Championnat | Coupe(s) nationale(s) | Coupe(s) nationale(s) | Compétition(s) continentale(s) | Compétition(s) continentale(s) | Compétition(s) continentale(s) | Total | Total |
| Saison                | Club                  | Division              | M.          | B.          | M.                    | B.                    | Comp.                          | M.                             | B.                             | M.    | B.    |
| 1992                  | Presnia Moscou        | D3                    | 34          | 4           | 1                     | 1                     | -                              | -                              | -                              | 35    | 5     |
| 1993                  | Asmaral-d Moscou      | D3                    | 29          | 0           | -                     | -                     | -                              | -                              | -                              | 29    | 0     |
| 1994                  | Asmaral-d Moscou      | D4                    | 19          | 0           | -                     | -                     | -                              | -                              | -                              | 19    | 0     |
| Sous-total            | Sous-total            | Sous-total            | 82          | 4           | 1                     | 1                     | -                              | -                              | -                              | 83    | 5     |
| 1992                  | Asmaral Moscou        | D1                    | 1           | 0           | -                     | -                     | -                              | -                              | -                              | 1     | 0     |
| 1993                  | Asmaral Moscou        | D1                    | -           | -           | -                     | -                     | -                              | -                              | -                              | 0     | 0     |
| 1994                  | Asmaral Moscou        | D2                    | 10          | 0           | -                     | -                     | -                              | -                              | -                              | 10    | 0     |
| Sous-total            | Sous-total            | Sous-total            | 11          | 0           | -                     | -                     | -                              | -                              | -                              | 11    | 0     |
| 1995                  | Dynamo-d Moscou       | D4                    | 24          | 2           | -                     | -                     | -                              | -                              | -                              | 24    | 2     |
| 1996                  | Dynamo-d Moscou       | D4                    | 5           | 0           | -                     | -                     | -                              | -                              | -                              | 5     | 0     |
| 1997                  | Dynamo-d Moscou       | D4                    | 3           | 0           | -                     | -                     | -                              | -                              | -                              | 3     | 0     |
| 1998                  | Dynamo-d Moscou       | D3                    | 11          | 1           | -                     | -                     | -                              | -                              | -                              | 11    | 1     |
| Sous-total            | Sous-total            | Sous-total            | 43          | 3           | -                     | -                     | -                              | -                              | -                              | 43    | 3     |
| 1995                  | Dynamo Moscou         | D1                    | 6           | 0           | 3                     | 0                     | -                              | -                              | -                              | 9     | 0     |
| 1996                  | Dynamo Moscou         | D1                    | 10          | 0           | 1                     | 0                     | C3                             | 2                              | 0                              | 13    | 0     |
| 1997                  | Dynamo Moscou         | D1                    | 23          | 0           | 4                     | 0                     | CI                             | 6                              | 0                              | 33    | 0     |
| 1998                  | Dynamo Moscou         | D1                    | 10          | 0           | 1                     | 0                     | C3                             | 2                              | 0                              | 13    | 0     |
| 1999                  | Dynamo Moscou         | D1                    | 26          | 0           | 5                     | 0                     | -                              | -                              | -                              | 31    | 0     |
| 2000                  | Dynamo Moscou         | D1                    | 30          | 1           | 2                     | 0                     | C3                             | 2                              | 0                              | 34    | 1     |
| 2001                  | Dynamo Moscou         | D1                    | 27          | 2           | -                     | -                     | C3                             | 3                              | 0                              | 30    | 2     |
| 2002                  | Dynamo Moscou         | D1                    | 23          | 2           | 1                     | 0                     | -                              | -                              | -                              | 24    | 2     |
| 2003                  | Dynamo Moscou         | D1                    | 16          | 0           | -                     | -                     | -                              | -                              | -                              | 16    | 0     |
| 2004                  | Dynamo Moscou         | D1                    | 13          | 1           | 2                     | 0                     | -                              | -                              | -                              | 15    | 1     |
| 2005                  | Dynamo Moscou         | D1                    | 19          | 1           | 1                     | 0                     | -                              | -                              | -                              | 20    | 1     |
| 2006                  | Dynamo Moscou         | D1                    | 19          | 0           | 2                     | 0                     | -                              | -                              | -                              | 21    | 0     |
| 2007                  | Dynamo Moscou         | D1                    | 14          | 0           | 5                     | 0                     | -                              | -                              | -                              | 19    | 0     |
| 2008                  | Dynamo Moscou         | D1                    | 3           | 0           | -                     | -                     | -                              | -                              | -                              | 3     | 0     |
| Sous-total            | Sous-total            | Sous-total            | 239         | 7           | 27                    | 0                     | -                              | 15                             | 0                              | 281   | 7     |
| Total sur la carrière | Total sur la carrière | Total sur la carrière | 375         | 14          | 28                    | 1                     | -                              | 15                             | 0                              | 418   | 15    |

### Statistiques d'entraîneur
| Dinamo Saint-Pétersbourg | 1er juillet 2015  | 11 juin 2018     | 101 | 50 | 27 | 24 | 49,5 |
| FK Sotchi                | 12 juin 2018      | 20 novembre 2019 | 56  | 22 | 16 | 18 | 39,3 |
| Olimp-Dolgoproudny       | 18 janvier 2021   | juin 2021        | 13  | 9  | 4  | 0  | 69,2 |
| Kouban Krasnodar         | 18 août 2021      | 12 octobre 2021  | 11  | 1  | 1  | 9  | 9,1  |
| Olimp-Dolgoproudny       | 1er février 2022  | 29 avril 2022    | 9   | 2  | 2  | 5  | 22,2 |
| FK Sotchi                | 17 septembre 2023 | 3 décembre 2023  | 12  | 2  | 1  | 9  | 16,7 |
| Total                    | Total             | Total            | 202 | 86 | 51 | 65 | 42,6 |

## Palmarès
En tant que joueur
- Dynamo Moscou
  - Vainqueur de la Coupe de Russie en 1995.
  - Finaliste de la Coupe de Russie en 1997 et en 1999.

En tant qu'entraîneur
- Dinamo Saint-Pétersbourg
  - Vainqueur du groupe Ouest de la troisième division en 2017.

- FK Sotchi
  - Vice-champion de Russie de deuxième division en 2019.